# Placówka Straży Celnej „Obidza”

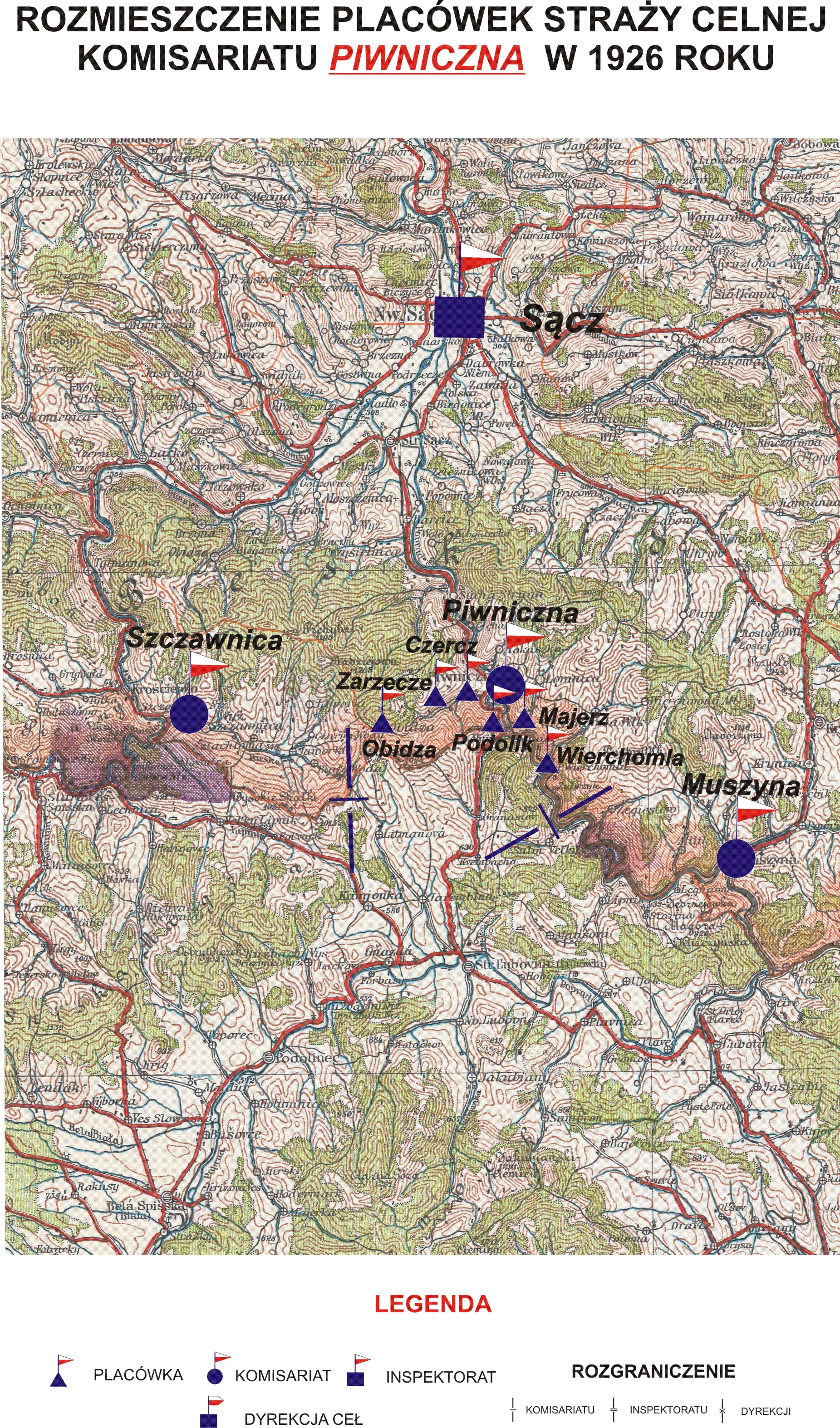
Piwniczna Komisariat SC 1926

Placówka Straży Celnej „Obidza” – jednostka organizacyjna Straży Celnej pełniąca w okresie międzywojennym służbę ochronną na granicy polsko-czechosłowackiej.

## Formowanie i zmiany organizacyjne
Na wniosek Ministerstwa Skarbu, uchwałą z 10 marca 1920 roku, powołano do życia Straż Celną. Jednostki Straży Celnej rozpoczęły przejmowanie odcinków granicy od pododdziałów Batalionów Celnych. W 1921 roku w Muszynie stacjonował sztab 3 kompanii 8 batalionu celnego. Kompania wystawiała również placówkę w Obidzy. w 1922 roku w Szczawnicy stacjonował sztab 2 kompanii 8 batalionu celnego. Kompania wystawiała również placówkę w Obidzy. Proces tworzenia Straży Celnej trwał do końca 1922 roku. Placówka Straży Celnej „Obidza” weszła w podporządkowanie komisariatu Straży Celnej „Piwniczna” z Inspektoratu SC „Sącz”.
W drugiej połowie 1927 roku przystąpiono do gruntownej reorganizacji Straży Celnej. W praktyce skutkowało to rozwiązaniem tej formacji granicznej. Ochronę północnej, zachodniej i południowej granicy państwa przejęła powołana z dniem 2 kwietnia 1928 roku Straż Graniczna.

## Funkcjonariusze placówki
Kierownicy placówki
| stopień    | imię i nazwisko, numer   | okres pełnienia służby |
| ---------- | ------------------------ | ---------------------- |
| przodownik | Teofil Walendowski (129) | był w 1926             |

Obsada personalna placówki w 1926:
- przodownik Teofil Walendowski (129)
- strażnik Walenty Kudła (2008)
- strażnik Wojciech Pach (1817)
- strażnik Wojciech Rodewald (1261)
- strażnik Zygmunt Frączek (1245)